# Михали (Нейский район)
Михали — село в Нейском муниципальном округе (до 29 марта 2021 года — Нейский район) Костромской области, бывший административный центр Михалёвского сельского поселения.

## География
Село расположено в бассейне реки Нельша.

## История
Деревня Михалёво основана в 1646 году. В 1773 году, когда в Михалёве построили деревянную Успенскую церковь, деревня стала селом. В 1795 году село Михалёво и деревня Иваново Кологривского уезда Костромской губернии принадлежали Фёдору Ивановичу Катенину.

В 1860 году владельцем крестьян деревни Михалёво был Александр Андреевич Катенин.

Основные занятия жителей в начале XX века — земледелие, плотничные работы. 
Религия
Действует храм Успения Пресвятой Богородицы (1850): каменный, трёхпрестольный.  
Прежние названия
Михеево (Михѣево, 1794); Успение-Михали; Михалёво.

## Население
| 2008 | 2010 | 2014 |
| ---- | ---- | ---- |
| 166  | ↗241 | ↘219 |

В 1870 году в селе Михалево I стана Кологривского уезда в 5 дворах проживали 34 человека (15 крестьян мужского пола, 19 — женского).

В 1897 году в деревне Михалево (при речке Нельше) Вожеровской волости Кологривского уезда проживали 329 человек (147 мужчин, 182 женщины), в 1907 году — в 52 дворах 353 человека.

По данным Всероссийской переписи населения 2002 года в селе Михали Михалёвского сельсовета проживал 221 человек, преобладающая национальность жителей — русские (100%).

## Инфраструктура
В селе, по состоянию на 2019 год, функционировали библиотека, сельский дом культуры, фельшерско-акушерский пункт, сельскохозяйственный производственный кооператив «Михали». 

Берёзовая роща в селе Михали — объект рекреационного назначения, в 2001—2008 годах находилась в перечне особо охраняемых природных территорий Костромской области. 
Памятники и памятные места
- Успенская церковь — памятник градостроительства и архитектуры ( Объект культурного наследия народов РФ регионального значения. Рег. № 441610493070005 (ЕГРОКН). Объект № 4400001026 (БД Викигида)), построена в 1850 году (с. Михали, ул. Советская, 1А).
- Памятник погибшим в годы Великой Отечественной войны «Вечная память»[17] (1981, арх. В.П. Смирнов)[15].